# Damernas turnering i volleyboll vid asiatiska spelen 2006
Damernas turnering i volleyboll vid asiatiska spelen 2006 var den tolfte upplaga av tävlingen, som organiseras av AVC tillsammans med Asiens olympiska råd. Turneringen hölls 30 november till 12 december 2010 i Doha, Qatar. I turneringen deltog nio landslag och Kina vann turnering för sjätte gången genom att besegra Japan i finalen.

## Laguppställningar
| Kina | Taiwan | Japan | Kazakstan |
| --- | --- | --- | --- |
| - Wang Yimei - Feng Kun - Yang Hao - Liu Yanan - Chu Jinling - Li Shan - Zhou Suhong - Li Juan - Song Nina - Zhang Na - Xu Yunli - Zhang Ping | - Yeh Hui-hsuan - Lin Chun-yi - Chen Hui-chen - Chen Mei-ching - Kou Nai-han - Chiu Wen-ying - Chen Shu-li - Szu Hui-fang - Lin Ching-i - Tseng Hua-yu - Wu Hsiao-li - Juan Pei-chi | - Yoshie Takeshita - Miyuki Takahashi - Kaoru Sugayama - Makiko Horai - Sachiko Sugiyama - Midori Takahashi - Erika Araki - Saori Kimura - Shuka Oyama - Mari Ochiai - Akiko Ino - Yuki Ishikawa                      | - Natalya Rykova - Olga Karpova - Yuliya Kutsko - Olga Nassedkina - Olga Kubassevich - Korinna Ishimtseva - Xeniya Ilyuchshenko - Yelena Ezau - Olga Grushko - Yelena Pavlova - Inna Matveyeva - Xeniya Imangaliyeva                      |
| Mongoliet | Sydkorea | Tadzjikistan | Thailand |
| - Dashsambuugiin Altansubd - Davaajavyn Mönkhzayaa - Gansükhiin Ölziidelger - Demberelsambuugiin Anar - Galbadrakhyn Bilgüün - Enkhtaivany Erdenezayaa - Bayaagiin Sünjidmaa - Ganboldyn Tsetsegjargal - Amgalanbazaryn Uranchimeg - Batmagnaigiin Saruultuyaa - Ukhnaagiin Otgontuyaa | - Kim Sa-nee - Nam Jie-youn - Han Yoo-mi - Kim Ji-hyun - Kim Yeon-koung - Han Soo-ji - Han Song-yi - Jung Dae-young - Hwang Youn-joo - Kim Se-young - Kim Hae-ran - Bae Yoo-na      | - Nigina Khorkasheva - Safina Zoalshoeva - Olga Maslova - Nisso Hamroeva - Azima Abdurahmonova - Ganjina Imronshoeva - Husnigul Mirzoqandova - Hadisa Bodurova - Nargis Homidova - Guzal Sattorova - Dilfuza Sodiqova | - Rattanaporn Sanuanram - Konwika Apinyapong - Saymai Paladsrichuay - Pleumjit Thinkaow - Onuma Sittirak - Piyamas Koijapo - Wilavan Apinyapong - Amporn Hyapha - Nootsara Tomkom - Patcharee Sangmuang - Malika Kanthong - Wanna Buakaew |
| Vietnam | | | |
| - Nguyễn Thị Minh - Phạm Thị Thúy - Phạm Thị Kim Huệ - Đặng Thị Hồng - Phạm Thị Yến - Trần Ngọc Diệp - Nguyễn Thị Ngọc Hoa - Nguyễn Thị Xuân - Lê Thị Mười - Đinh Thị Diệu Châu - Vũ Thị Liễu                                                                                          | | | |

## Resultat
Alla tider är arabisk standardtid (UTC+03:00)

### Förrunda

#### Grupp A
| Pos | Lag      | M | V | F | P | BV  | BF  | BK    | SV | SF | SK    |
| --- | -------- | - | - | - | - | --- | --- | ----- | -- | -- | ----- |
| 1   | Kina     | 3 | 3 | 0 | 6 | 225 | 137 | 1,642 | 9  | 0  | MAX   |
| 2   | Sydkorea | 3 | 2 | 1 | 5 | 230 | 222 | 1,036 | 6  | 5  | 1,200 |
| 3   | Taiwan   | 3 | 1 | 2 | 4 | 250 | 253 | 0,988 | 5  | 7  | 0,714 |
| 4   | Vietnam  | 3 | 0 | 3 | 3 | 155 | 248 | 0,625 | 1  | 9  | 0,111 |

| Datum  | Tid   |                  | Resultat |          | Set 1 | Set 2 | Set 3 | Set 4 | Set 5 | Total   |
| ------ | ----- | ---------------- | -------- | -------- | ----- | ----- | ----- | ----- | ----- | ------- |
| 30 Nov | 12:00 | Kina             | 3–0      | Vietnam  | 25–18 | 25–9  | 25–10 |       |       | 75–37   |
| 30 Nov | 14:00 | Sydkorea         | 3–2      | Taiwan   | 21–25 | 20–25 | 25–23 | 25–19 | 15–9  | 106–101 |
| 03 Dec | 10:00 | Vietnam          | 1–3      | Taiwan   | 25–23 | 18–25 | 15–25 | 14–25 |       | 72–98   |
| 03 Dec | 12:00 | Kina             | 3–0      | Sydkorea | 25–15 | 25–15 | 25–19 |       |       | 75–49   |
| 06 Dec | 12:00 | Sydkorea         | 3–0      | Vietnam  | 25–10 | 25–16 | 25–20 |       |       | 75–46   |
| 06 Dec | 14:00 | Kinesiska Taipei | 0–3      | Kina     | 17–25 | 17–25 | 17–25 |       |       | 51–75   |

#### Grupp B
| Pos | Lag          | M | V | F | P | BV  | BF  | BK    | SV | SF | SK    |
| --- | ------------ | - | - | - | - | --- | --- | ----- | -- | -- | ----- |
| 1   | Japan        | 4 | 4 | 0 | 8 | 333 | 205 | 1,624 | 12 | 2  | 6,000 |
| 2   | Kazakstan    | 4 | 3 | 1 | 7 | 337 | 249 | 1,353 | 11 | 4  | 2,750 |
| 3   | Thailand     | 4 | 2 | 2 | 6 | 299 | 233 | 1,283 | 7  | 6  | 1,167 |
| 4   | Mongoliet    | 4 | 1 | 3 | 5 | 182 | 268 | 0,679 | 3  | 9  | 0,333 |
| 5   | Tadzjikistan | 4 | 0 | 4 | 4 | 104 | 300 | 0,347 | 0  | 12 | 0,000 |

| Datum  | Tid   |              | Resultat |              | Set 1 | Set 2 | Set 3 | Set 4 | Set 5 | Total  |
| ------ | ----- | ------------ | -------- | ------------ | ----- | ----- | ----- | ----- | ----- | ------ |
| 30 Nov | 18:00 | Japan        | 3–0      | Mongoliet    | 25–10 | 25–17 | 25–9  |       |       | 75–36  |
| 30 Nov | 20:00 | Thailand     | 3–0      | Tadzjikistan | 25–7  | 25–7  | 25–4  |       |       | 75–18  |
| 02 Dec | 10:00 | Mongoliet    | 0–3      | Thailand     | 11–25 | 12–25 | 18–25 |       |       | 41–75  |
| 02 Dec | 12:00 | Kazakstan    | 2–3      | Japan        | 25–23 | 13–25 | 25–20 | 22–25 | 13–15 | 88–108 |
| 04 Dec | 10:00 | Thailand     | 1–3      | Kazakstan    | 22–25 | 26–24 | 21–25 | 15–25 |       | 84–99  |
| 04 Dec | 12:00 | Tadzjikistan | 0–3      | Mongoliet    | 13–25 | 18–25 | 12–25 |       |       | 43–75  |
| 05 Dec | 10:00 | Kazakstan    | 3–0      | Tadzjikistan | 25–7  | 25–10 | 25–10 |       |       | 75–27  |
| 05 Dec | 12:00 | Japan        | 3–0      | Thailand     | 25–22 | 25–20 | 25–23 |       |       | 75–65  |
| 06 Dec | 18:00 | Tadzjikistan | 0–3      | Japan        | 5–25  | 5–25  | 6–25  |       |       | 16–75  |
| 06 Dec | 20:00 | Mongoliet    | 0–3      | Kazakstan    | 4–25  | 15–25 | 11–25 |       |       | 30–75  |

### Huvudrunda
|  | Kvartsfinaler | Kvartsfinaler |             |   | Semifinaler         | Semifinaler         |  |  | Final | Final |
|  |               |               |             |   |                     |                     |  |  |       |       |
|  | 8 December    |               |             |   |                     |                     |  |  |       |       |
|  |               |               |             |   |                     |                     |  |  |       |       |
|  | Kina          | 3             |             |   |                     |                     |  |  |       |       |
|  | Kina          | 3             | 10 December |   |                     |                     |  |  |       |       |
|  | Mongoliet     | 0             |             |   |                     |                     |  |  |       |       |
|  | Mongoliet     | 0             | Kina        | 3 |                     |                     |  |  |       |       |
|  | 8 December    |               | Kina        | 3 |                     |                     |  |  |       |       |
|  |               | Taiwan        | 0           |   |                     |                     |  |  |       |       |
|  | Kazakstan     | Taiwan        | 0           | 2 |                     |                     |  |  |       |       |
|  | Kazakstan     |               | 12 December | 2 |                     |                     |  |  |       |       |
|  | Taiwan        | 3             |             |   |                     |                     |  |  |       |       |
|  | Taiwan        | 3             | Kina        | 3 |                     |                     |  |  |       |       |
|  | 8 December    |               | Kina        | 3 |                     |                     |  |  |       |       |
|  |               | Japan         | 1           |   |                     |                     |  |  |       |       |
|  | Japan         | Japan         | 1           | 3 |                     |                     |  |  |       |       |
|  | Japan         | 10 December   |             | 3 |                     |                     |  |  |       |       |
|  | Vietnam       | 0             |             |   |                     |                     |  |  |       |       |
|  | Vietnam       | 0             | Japan       | 3 |                     |                     |  |  |       |       |
|  | 8 December    |               | Japan       | 3 |                     |                     |  |  |       |       |
|  |               | Thailand      | 0           |   | Match om tredjepris | Match om tredjepris |  |  |       |       |
|  | Sydkorea      | Thailand      | 0           | 1 | Match om tredjepris | Match om tredjepris |  |  |       |       |
|  | Sydkorea      |               | 12 December | 1 |                     |                     |  |  |       |       |
|  | Thailand      | 3             |             |   |                     |                     |  |  |       |       |
|  | Thailand      | 3             | Taiwan      | 3 |                     |                     |  |  |       |       |
|  |               |               |             |   |                     |                     |  |  |       |       |
|  | Thailand      | 0             |             |   |                     |                     |  |  |       |       |
|  | Thailand      | 0             |             |   |                     |                     |  |  |       |       |

|  | Spel om plats 5–8 | Spel om plats 5–8 |                   |   | Spel om plats 5–6 | Spel om plats 5–6 |
|  |                   |                   |                   |   |                   |                   |
|  | 10 December       |                   |                   |   |                   |                   |
|  |                   |                   |                   |   |                   |                   |
|  | Mongoliet         | 0                 |                   |   |                   |                   |
|  | Mongoliet         | 0                 | 12 December       |   |                   |                   |
|  | Kazakstan         | 3                 |                   |   |                   |                   |
|  | Kazakstan         | 3                 | Kazakstan         | 0 |                   |                   |
|  | 10 December       |                   | Kazakstan         | 0 |                   |                   |
|  |                   | Sydkorea          | 3                 |   |                   |                   |
|  | Vietnam           | Sydkorea          | 3                 | 0 |                   |                   |
|  | Vietnam           |                   |                   | 0 |                   |                   |
|  | Sydkorea          | 3                 |                   |   |                   |                   |
|  | Sydkorea          | 3                 | Spel om plats 7–8 |   |                   |                   |
|  |                   |                   |                   |   |                   |                   |
|  | 12 December       |                   |                   |   |                   |                   |
|  |                   |                   |                   |   |                   |                   |
|  | Mongoliet         | 0                 |                   |   |                   |                   |
|  | Mongoliet         | 0                 |                   |   |                   |                   |
|  | Vietnam           | 3                 |                   |   |                   |                   |

#### Kvartsfinaler
| Datum  | Tid   |           | Resultat |           | Set 1 | Set 2 | Set 3 | Set 4 | Set 5 | Total   |
| ------ | ----- | --------- | -------- | --------- | ----- | ----- | ----- | ----- | ----- | ------- |
| 08 Dec | 12:00 | Kina      | 3–0      | Mongoliet | 25–13 | 25–6  | 25–6  |       |       | 75–25   |
| 08 Dec | 14:00 | Japan     | 3–0      | Vietnam   | 25–13 | 25–21 | 25–16 |       |       | 75–50   |
| 08 Dec | 16:00 | Sydkorea  | 1–3      | Thailand  | 25–23 | 17–25 | 21–25 | 27–29 |       | 90–102  |
| 08 Dec | 20:00 | Kazakstan | 2–3      | Taiwan    | 19–25 | 25–22 | 25–22 | 29–31 | 13–15 | 111–115 |

#### Spel om plats 5–8
| Datum  | Tid   |           | Resultat |           | Set 1 | Set 2 | Set 3 | Set 4 | Set 5 | Total |
| ------ | ----- | --------- | -------- | --------- | ----- | ----- | ----- | ----- | ----- | ----- |
| 10 Dec | 12:00 | Mongoliet | 0–3      | Kazakstan | 13–25 | 8–25  | 15–25 |       |       | 36–75 |
| 10 Dec | 14:00 | Vietnam   | 0–3      | Sydkorea  | 22–25 | 15–25 | 15–25 |       |       | 52–75 |

#### Semifinaler
| Datum  | Tid   |       | Resultat |          | Set 1 | Set 2 | Set 3 | Set 4 | Set 5 | Total |
| ------ | ----- | ----- | -------- | -------- | ----- | ----- | ----- | ----- | ----- | ----- |
| 10 Dec | 18:00 | Kina  | 3–0      | Taiwan   | 25–17 | 25–13 | 25–17 |       |       | 75–47 |
| 10 Dec | 20:00 | Japan | 3–0      | Thailand | 32–30 | 25–17 | 25–17 |       |       | 82–64 |

#### Spel om plats 7–8
| Datum  | Tid   |           | Resultat |         | Set 1 | Set 2 | Set 3 | Set 4 | Set 5 | Total |
| ------ | ----- | --------- | -------- | ------- | ----- | ----- | ----- | ----- | ----- | ----- |
| 12 Dec | 12:00 | Mongoliet | 0–3      | Vietnam | 11–15 | 16–25 | 19–25 |       |       | 46–75 |

#### Spel om plats 5–6
| Datum  | Tid   |           | Resultat |          | Set 1 | Set 2 | Set 3 | Set 4 | Set 5 | Total |
| ------ | ----- | --------- | -------- | -------- | ----- | ----- | ----- | ----- | ----- | ----- |
| 12 Dec | 14:00 | Kazakstan | 0–3      | Sydkorea | 20–25 | 22–25 | 14–25 |       |       | 56–75 |

#### Match om tredjepris
| Datum  | Tid   |                  | Resultat |          | Set 1 | Set 2 | Set 3 | Set 4 | Set 5 | Total |
| ------ | ----- | ---------------- | -------- | -------- | ----- | ----- | ----- | ----- | ----- | ----- |
| 12 Dec | 18:00 | Kinesiska Taipei | 3–0      | Thailand | 25–23 | 25–21 | 25–14 |       |       | 75–58 |

#### Final
| Datum  | Tid   |      | Resultat |       | Set 1 | Set 2 | Set 3 | Set 4 | Set 5 | Total |
| ------ | ----- | ---- | -------- | ----- | ----- | ----- | ----- | ----- | ----- | ----- |
| 12 Dec | 20:00 | Kina | 3–1      | Japan | 22–25 | 25–10 | 25–23 | 25–16 |       | 97–74 |

## Slutplaceringar
| Rank | Lag          | S | V | F |
| ---- | ------------ | - | - | - |
| 1    | Kina         | 6 | 6 | 0 |
| 2    | Japan        | 7 | 6 | 1 |
| 3    | Taiwan       | 6 | 3 | 3 |
| 4    | Thailand     | 7 | 3 | 4 |
| 5    | Sydkorea     | 6 | 4 | 2 |
| 6    | Kazakstan    | 7 | 4 | 3 |
| 7    | Vietnam      | 6 | 1 | 5 |
| 8    | Mongoliet    | 7 | 1 | 6 |
| 9    | Tadzjikistan | 4 | 0 | 4 |